# Wielka Koszysta
Wielka Koszysta (2193 m n.p.m.) – szczyt w Tatrach Wysokich, najwyższy punkt grzbietu Koszystej, oddzielającego Dolinę Waksmundzką od doliny Pańszczycy. Jest to jeden z najbardziej na północ wysuniętych dwutysięczników tatrzańskich.
Szczyt jest środkowym z trzech wierzchołków w grani Koszystej. Od strony północnej graniczy z Małą Koszystą (2014 m), od południa natomiast z Waksmundzkim Wierchem (2186 m).
W skalistej, wschodniej grzędzie Wielkiej Koszystej wznosi się turnia zwana Waksmundzką Strażnicą. Od strony zachodniej do doliny Pańszczycy spod wierzchołka schodzą żleby: Cesarka i Barani Żleb.
Pierwsze odnotowane wejście: Ludwik Zejszner 3 sierpnia 1838 r. z grupą osób towarzyszących, podczas pomiarów wysokości za pomocą barometru, zimą: Henryk Bednarski, Józef Lesiecki, Mariusz Zaruski, Stanisław Zdyb 4 marca 1910 r. Oba wejścia miały miejsce od strony Krzyżnego. Wielka Koszysta jest najczęściej odwiedzanym wierzchołkiem w grzbiecie.
W 1932 r. cały masyw Koszystej wykupiony został od rodziny Uznańskich przez Skarb Państwa, a w 1936 r. w wyniku starań PTT objęty został ścisłą ochroną. Do tej pory jest obszarem ochrony ścisłej i nie prowadzą przez niego żadne szlaki turystyczne.
Pochodzenie nazwy Koszysta (dawniej także Kosista) nie jest znane, być może pochodzi od koszenia okolicznych łąk, dawniej wypasanych.

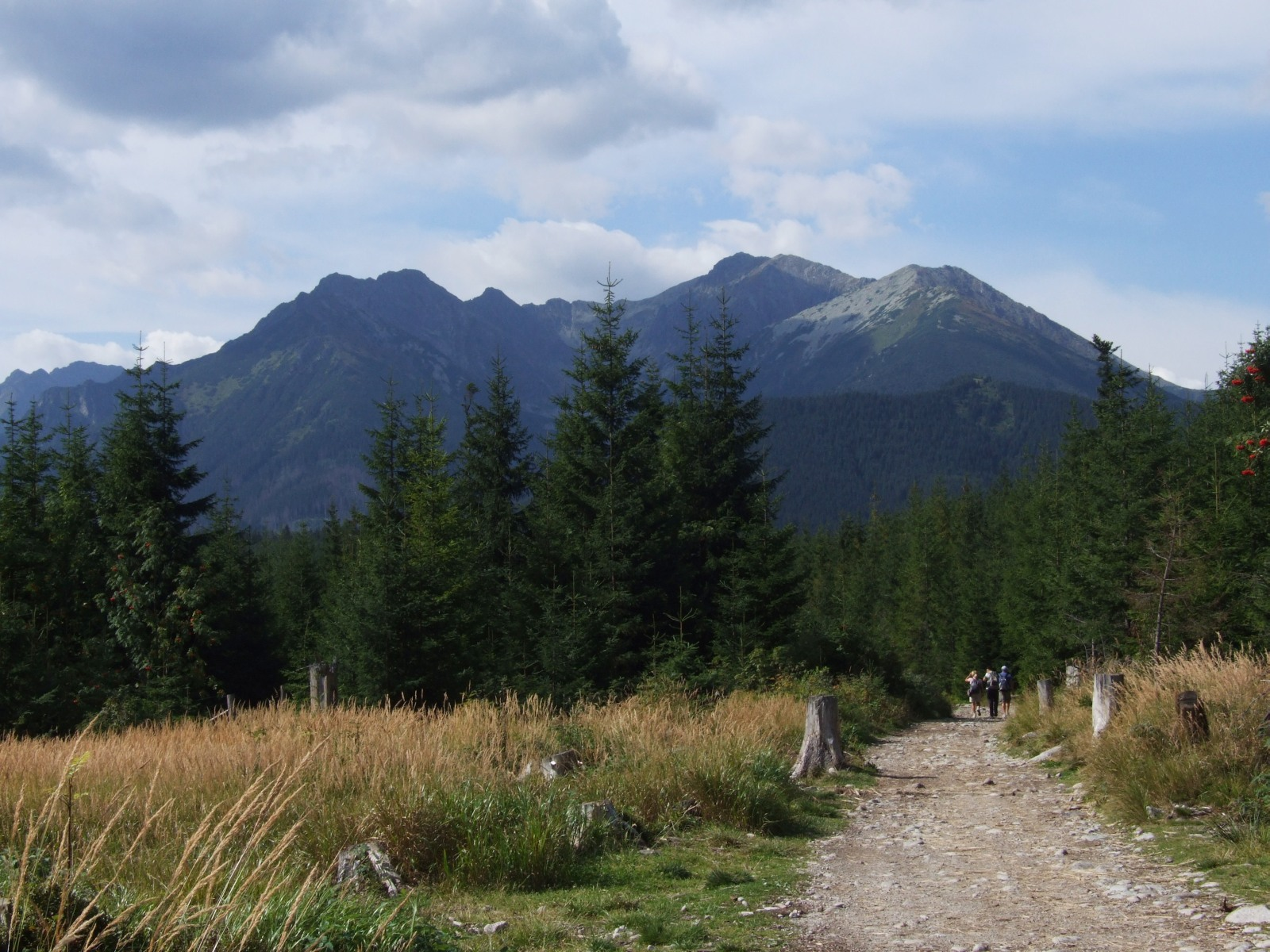
Wielka Koszysta najwyższa na zdjęciu, od strony Wierchporońca

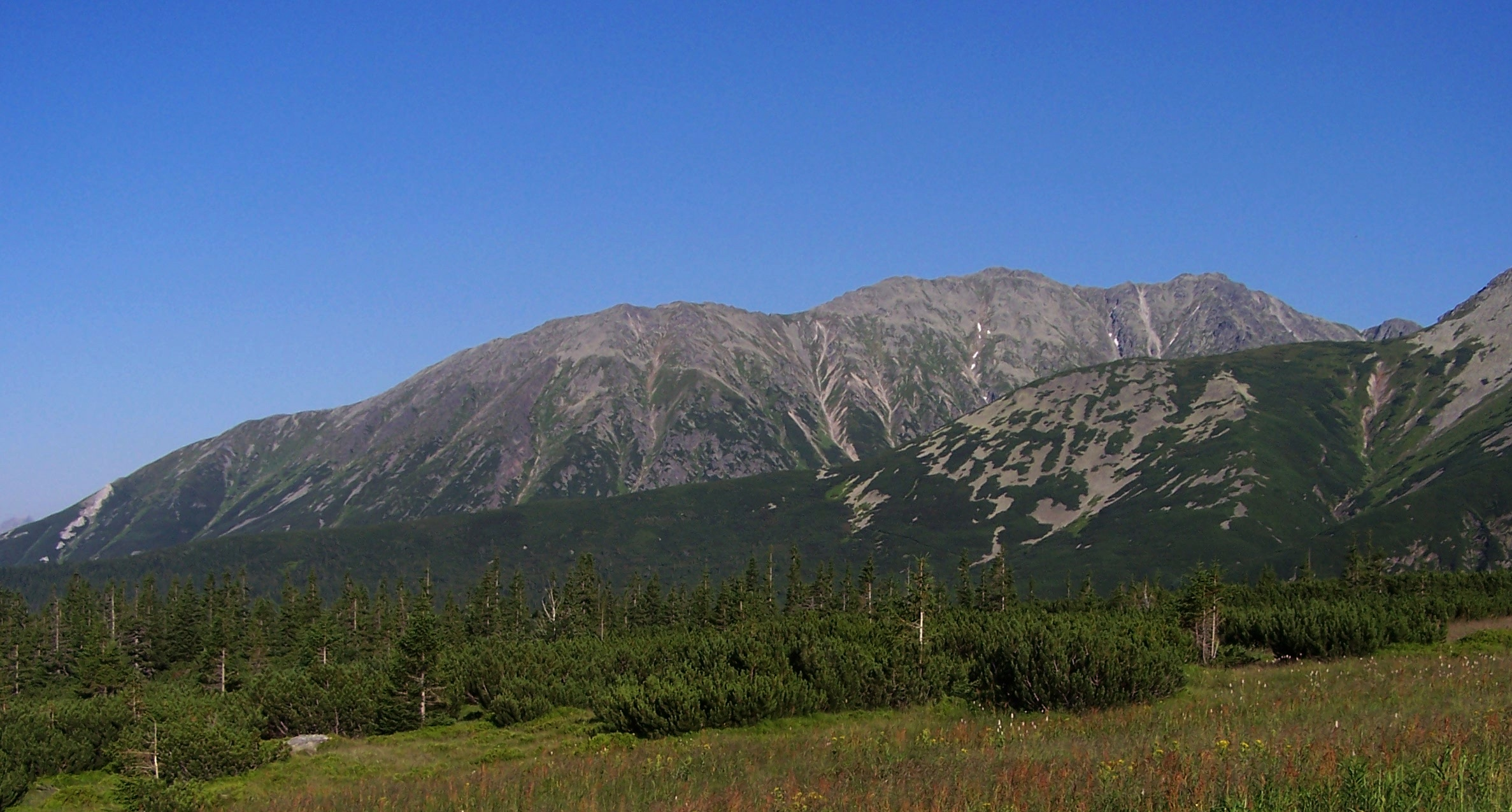
Widok z Królowej Równi